# Référendum de 2005 sur l'indépendance du Kurdistan irakien
Le premier référendum sur l'indépendance du Kurdistan irakien a eu lieu le 30 janvier 2005 au Kurdistan irakien en même temps que des élections parlementaires, dans les territoires irakiens qu'il occupe. 

## Résultat
| Choix                     | Votes     | %     |
| ------------------------- | --------- | ----- |
| Oui - "erê"               | 1 973 412 | 98,98 |
| Non - "na"                | 20 251    | 1,02  |
| Votes blancs et invalides | 4 398     | –     |
| Total                     | 1 998 061 | 100   |